# Ally Venable
Ally Venable (Kilgore, 7 de abril de 1999) é uma guitarrista, cantora e compositora estadunidense de blues rock.

## Biografia
Ally Venable nasceu e cresceu na cidade de Kilgore, no interior do estado do Texas. Foi eleita a guitarrista feminina do ano nos ETX Music Awards de 2014 e 2015, e ela e a sua banda foram eleitos a banda de blues do ano nos ETX Music Awards de 2015 e 2016.
Tinha apenas 14 anos quando lançou o seu EP de estreia, Wise Man (2013), que lhe rendeu a reputação de estrela em ascensão no cenário musical de blues do estado do Texas.
Seu primeiro álbum, No Glass Shoes, com Connor Ray Music, terminou em 16.º lugar na tabela RMR Electric Blues Charts de 2016. Venable é considerada uma artista imperdível para menores de 30 anos pela America's Blues Scene. O seu segundo álbum, Puppet Show, estreou em 7.º lugar na tabela Billboard Blues Albums Chart. O álbum Texas Honey foi lançado em 2019, com clipe por John Chambers.
No ano de 2019, Venable integrou uma turnê promovida pela gravadora Ruf Records [en] Blues, que realizou mais de 60 shows pela Europa. Fez uma apresentação e gravou um álbum com a finlandesa Ina Forsman [en] e a sérvia Katarina Pejak [en].
Em 2023, lançou o álbum Real Gone. Dois anos depois, lançou o álbum Money & Power.

## Vida pessoal
Atualmente reside a cidade de Kilgore.

## Discografia
| Ano  | Álbum          |
| ---- | -------------- |
| 2016 | No Glass Shoes |
| 2018 | Puppet Show    |
| 2019 | Texas Honey    |
| 2021 | Heart of Fire  |
| 2023 | Real Gone      |
| 2025 | Money & Power  |